# Праиндоевропски језик
Праиндоевропски језик (скраћ. ПИЕ језик) је хипотетички заједнички предак свих индоевропских језика. Његово постојање прихвата већина уважених лингвиста.

## Реконструкција
Нема директних доказа о постојању праиндоевропског језика, јер никада није записан. Све речи и гласови су реконструисани методом компарације. Звездица или астериск (*) користи се као ознака речи које су реконструисане (као на пример: *wódr „вода”, *k`won „пас”, *tréyes „три”).
Сви индоевропски језици су флективни (иако су неки (енглески) изгубили већину флексије), користећи компаративну методу може се закључити да је бар последњи стадијум праиндоевропског био флективан језик (тј. више се користио суфиксима него префиксима). Међутим недавно је доказано да је старија верзија могла бити језик са флексијом корена (као прасемитски језик).
Такође постоји и неколико текстова, углавном насталих од речи из староиндијског, који је један од најближих писаних језика као овај текст, настао из староиндијског молитвеника, за који се зна да садржи ПИЕ корене, уместо каснијих неологизама.
{{Columns-list|2|
Текст на српском
Једном је био краљ. Није имао деце. Краљ је желео сина.

Питао је свог свештеника: „Може ли ми се родити син!”

Свештеник је рекао краљу: „Моли се богу Варуни”.

Краљ се приближио богу Варуни, да се моли богу.

„Чуј ме, оче Варуна”

Бог варуна је сишао са неба.

„Шта желиш?” „Желим сина”.

„Нека буде тако” рече светли бог Варуна.

Краљева жена роди сина.
Превод на праиндоевропски:
-{
To réecs éhest. So nputlos éhest. So réecs súhnum éwelt.

Só tóso cceutérm prcscet: “Súhnus moi jnhyotaam!”

So cceutéer tom réejm éweuqet: “Ihgeswo deiwóm Wérunom”.

So réecs deiwóm Werunom húpo-sesore nu deiwóm ihgeto.

“Cluttí moi, phter Werune!”

Deiwós Wérunos kmta diwós égweht.

“Qíd welsi?” “Wélmi súhnum.”

“Tód héstu”, wéuqet loukós deiwos Werunos.

Reejós pótnih súhnum gegonhe. 
}-
}}

## Истраживачи
- Вилијам Џоунс 1786. упозорио на сличност санскрита са старогрчким, латинским, келтским и староперсијским претпостављајући заједнички извор.
- Филип Вездин 1790. написао прву граматику санскрита, а 1798. прву студију о сродности Џоунсових језика, додајући германске, и авестански језик.
- Франц Боп 1816. у свом делу О конјугацијском саставу санскрита и упоређивању са истим у грчком, латинском, персијском и германском, он се сматра и оснивачем модерне Индоевропеистике.

- Аугуст Шлајхер 1861. реконструисао је праиндоевропски језик. Оснивач је теорије о родословном стаблу, према којој су сви језици потекли од једног прајезика. У својој теорији је применио и дарвинистички приступ.
- Карл Бругман 1886-1893. објавио је пет свезака Grundriss der vergleichenden Grammatik der indogermanischen Sprachen који говоре о фонологији, морфологији и синтакси праиндоевропског и прагерманског језика.

### Уводни радови
- Beekes, Robert SP (1995). Comparative Indo-European Linguistics: An Introduction. Amsterdam: John Benjamins. ISBN 90-272-2150-2. (Europe),  978-1-55619-504-4 (US).
- Clackson, James (2007). Indo-European Linguistics: An Introduction. Cambridge Textbooks in Linguistics. Cambridge: Cambridge University Press. ISBN 978-0-521-65313-8.
- Fortson, Benjamin W., IV (2004). Indo-European Language and Culture. Blackwell Publishing. ISBN 978-1-4051-0316-9.
- Lehmann, Winfred (1996) [1993]. Theoretical Bases of Indo-European Linguistics (new изд.). Routledge. ISBN 978-0-415-13850-5.
- Mallory, JP; Adams, DQ (2006). The Oxford Introduction to Proto-Indo-European and the Proto-Indo-European World. Oxford: Oxford University Press. ISBN 0-19-929668-2 Проверите вредност параметра |isbn=: checksum (помоћ).
- Meier-Brügger, Michael (2003). Indo-European Linguistics. New York: de Gruyter. ISBN 978-3-11-017433-5.
- Szemerényi, Oswald (1996), Introduction to Indo-European Linguistics, Oxford

### Главни технички приручници
- Mayrhofer, Manfred (1986), Indogermanische Grammatik, i/2: Lautlehre, Heidelberg: Winter
- Pokorny, Julius (2005) [1948–59]. Indogermanisches etymologisches Wörterbuch (5 изд.). Francke. ISBN 978-3-7720-0947-1.
- Rix, Helmut (2001). Lexikon der indogermanischen Verben (2 изд.). Dr. Ludwig Reichert Verlag. ISBN 978-3-89500-219-9.

### Главни технички радови у изведеним језицима
- Ringe, Don (2006). From Proto-Indo-European to Proto-Germanic. Oxford University Press. ISBN 978-0-19-955229-0.
- Sihler, Andrew L (1995). New Comparative Grammar of Greek and Latin. Oxford: Oxford University Press. ISBN 978-0-19-508345-3.

### Други технички радови
- Buck, Carl Darling (1933). Comparative Grammar of Greek and Latin. Chicago: University of Chicago Press. ISBN 978-0-226-07931-8.
- Hoffner, Harry A., Jr.; Melchert, H. Craig (2008). A Grammar of the Hittite Language, 1: Reference Grammar. Eisenbrauns. ISBN 978-1-57506-119-1.
- Thurneysen, Rudolf (1990). A Grammar of Old Irish (Rev Enl Re изд.). Colton Book Imports. ISBN 978-1-85500-161-9.
- Whitney, William Dwight (1889). Sanskrit Grammar. Harvard University Press. ISBN [[Посебно:BookSources/978-81-208-0621-4 (India),  978-0-486-43136-9 (Dover, US)|978-81-208-0621-4 (India), [[Međunarodni standardni broj knjige|-{ISBN}-]] [[Special:BookSources/978-0-486-43136-9|978-0-486-43136-9]] (Dover, US)]] Проверите вредност параметра |isbn=: invalid character (помоћ).

### Разно
- Bouckaert, Remco; Lemey, P; Dunn, M; Greenhill, SJ; Alekseyenko, AV; Drummond, AJ; Gray, RD; Suchard, MA (24. 8. 2012), „Mapping the Origins and Expansion of the Indo-European Language Family”, Science, 337 (6097): 957—60, Bibcode:2012Sci...337..957B, PMC 4112997 , PMID 22923579, doi:10.1126/science.1219669
- Ivanov, Vyacheslav V; Gamkrelidze, Thomas (март 1990). „The Early History of Indo-European Languages”. Scientific American. 262 (N3): 110—16. Bibcode:1990SciAm.262c.110G. doi:10.1038/scientificamerican0390-110.
- Lehmann, Winfred P; Zgusta, L (1979). „Schleicher's tale after a century”.  Ур.: Brogyanyi, B. Festschrift for Oswald Szemerényi on the Occasion of his 65th Birthday. Amsterdam. стр. 455—66.
- Mallory, JP (1989). In Search of the Indo-Europeans. London: Thames & Hudson. ISBN 978-0-500-27616-7.
- Remys, Edmund (2007). „General distinguishing features of various Indo-European languages and their relationship to Lithuanian”. Indogermanische Forschungen. 112. Berlin, New York: Walter de Gruyter.
- Renfrew, Colin (1987). Archaeology & Language. The Puzzle of the Indo-European Origins. London: Jonathan Cape. ISBN 978-0-224-02495-2.